# Phacoémulsification
La phacoémulsification est la technique opératoire moderne d'opération de la cataracte. Elle permet de fragmenter et aspirer le cristallin opacifié par "la cataracte"(maladie due à la vieillesse qui mène à la perte de la vue) au travers d'une micro-incision avant d'y glisser un implant intraoculaire pliable que l'on glisse dans l'enveloppe du cristallin (cristallin artificiel).

## Bilan pré-opératoire
La consultation préopératoire se déroule de la manière suivante :
- recherche des antécédents ou contre-indications chirurgicales ;
- mesure de la réfraction (myopie, hypermétropie, astigmatisme) et de l'acuité visuelle ;
- examen de l'œil en lampe à fente et réalisation du fond d'œil ;
- mesure des données morphologiques de l'œil : biométrie.

## Intervention
Sous anesthésie locale dite topique (gouttes) d'oxybuprocaïne ou tétracaïne, une désinfection soigneuse à la bétadine est faite. Une incision cornéenne calibrée de 2.2mm et contre-incision de service est réalisée avec protection de l'endothélium par du viscoélastique dispersif. La capsule antérieure est ouverte (capsulorhexis) suivie de la libération du cristallin avec hydrodissection. Le noyau est phacoémulsifié puis est aspiré. Il est complété par un lavage des masses cristaliniennes à la sonde d'irrigation aspiration. La chambre antérieure est fermée à l'aide de viscoélastique cohésif. L'implant de chambre postérieure est mis en place dans le sac capsulaire. L'acte se termine par un lavage du viscoélastique et la réalisation de l'étanchéité par hydrosuture (pas de fil). Une 
injection intracamérulaire (dans l'œil) de cefuroxime en prévention de l'endophtalmie est faite.

## Soins postopératoires
- Arrêt de travail de 7 jours
- Collyres antibiotiques et anti-inflammatoires pendant 1 mois
- Reprise du sport doux après 15 jours, baignade après 1 mois